# Климов, Игорь Владимирович
Игорь Владимирович Климов (1 июня 1962, Брянск, РСФСР, СССР ) — советский и казахстанский борец вольного стиля, призёр чемпионатов Азии и Азиатских игр. Участник Олимпийских игр.

## Спортивная карьера
В июне 1991 года в Запорожье в финале Спартакиады народов СССР одолел Алексея Медведя став тем самым победителем, параллельно на чемпионате СССР в финале уступил Геннадию Жильцову, завоевал серебряную медаль. После распада СССР стал представлять Казахстан. В октябре 1994 года на Азиатских играх в финале уступил иранцу Ибрагиму Мехрабану. На чемпионате Азии 1995 года в финале уступил Мансуру Абедияну из Ирана. В апреле 1995 года на чемпионате Азии в китайском Сяошане стал бронзовым призёром. В августе 1996 года на Олимпийских играх в американской Атланте в 1/16 финала уступил россиянину Андрею Шумилину, в утешительной схватке проиграл канадцу Энди Бородову, заняв итоговое 15 место.

## Спортивные результаты
- Чемпионат СССР по вольной борьбе 1991 — ;
- Спартакиада народов СССР — ;
- Чемпионат мира по борьбе 1994 — 11;
- Летние Азиатские игры 1994 — ;
- Чемпионат Азии по борьбе 1995 — ;
- Чемпионат мира по борьбе 1995 — 6;
- Чемпионат Азии по борьбе 1996 — ;
- Олимпиада 1996 — 15;
- Чемпионат мира по борьбе 1997 — 17;
- Летние Азиатские игры 1998 — 4;